# Perfetti Van Melle
La Perfetti Van Melle B.V. è un gruppo italo-olandese specializzato nella produzione e distribuzione di confetteria, caramelle e gomme da masticare. Il gruppo è nato nel 2001 dopo che l'italiana Perfetti acquisì la maggioranza azionaria dell'olandese Van Melle.
Ha sede a Lainate, Italia e Breda, Paesi Bassi.

## Storia

### Perfetti
Perfetti ha origine a Lainate dalla piccola attività di produzione di caramelle di Ambrogio ed Egidio Perfetti che vendevano i prodotti della bottega nel circondario. Nel 1946 i fratelli Perfetti portarono l'attività di famiglia ad una dimensione industriale fondando il Dolcificio Lombardo, un'azienda con 50 dipendenti che dopo pochi anni mutò nome in Perfetti SpA. Negli anni del boom economico italiano la Perfetti fu la prima azienda a produrre gomme da masticare, portate in Italia dai soldati statunitensi durante la guerra e il cui consumo era in forte crescita; nel 1956 lanciò la gomma da masticare Brooklyn, che, anche grazie ad una efficace campagna pubblicitaria ideata da Daniele Oppi, raggiunse una quota di mercato del 90%.
Dalla fine degli anni settanta nacquero numerosi nuovi marchi (Alpenliebe, Vigorsol, Happydent, Big Babol), resi popolari dalla pubblicità. Negli anni ottanta l'azienda iniziò a crescere per linee esterne, acquisendo Caremoli (con il marchio Golia) nel 1986, Gelco (Goleador) nel 1987 e La Giulia nel 1991; l'espansione all'estero iniziò dall'Europa mediterranea (Grecia e Turchia) per poi stringere accordi commerciali con Van Melle, forte nel Nord Europa ed all'Est, i cui sviluppi successivi furono l'entrata nell'azionariato e infine l'acquisizione nel 2001.

### Van Melle
Van Melle ha origine dalla panetteria di Izaak Van Melle aperta a Breskens (Zelanda) nei Paesi Bassi, nel 1841. Le caramelle furono inizialmente solo un complemento dell'attività del negozio, ma il successo ottenuto spinse il nipote del fondatore, l'omonimo Izaak Van Melle, a trasferire la loro produzione su scala industriale, aprendo la prima fabbrica a Breskens nel 1900. Intorno al 1920, il fratello di Izaak, Dirk-Machiel, avviò una fabbrica di biscotti e cialde, tra cui il biscotto di Maria. La seguente filastrocca è stata utilizzata per la vendita: "Mamma! Hai ancora bambini piccoli? Tieni i biscotti di Van Melle nell'armadio. Ma chiudilo: perché solo così puoi evitare di sorprendere i tuoi figli mentre mangiano dolci."
Izaak Van Melle viaggiò molto, in tutto il mondo, per trovare canali commerciali che portarono i suoi prodotti ad essere distribuiti, già negli anni venti, in numerosi paesi europei e asiatici. Pare che da un viaggio in Polonia negli anni trenta siano scaturite le ricette di due prodotti tuttora popolarissimi, come le caramelle Fruittella e Mentos. Nel 1935 fu acquistato anche il primo aereo aziendale nei Paesi Bassi, il Double Eagle. L'11 settembre 1944, tuttavia, Breskens fu pesantemente bombardata dagli Alleati, distruggendo anche la fabbrica. Nel 1946 la produzione fu ripresa a Rotterdam, dal cui porto riforniva le proprie consociate estere. Un'importante innovazione della Van Melle fu, negli anni cinquanta, il nuovo imballo per le Mentos: non più incartate una a una ma arrotolate insieme in una confezione cilindrica, più semplice da immagazzinare per i negozianti.

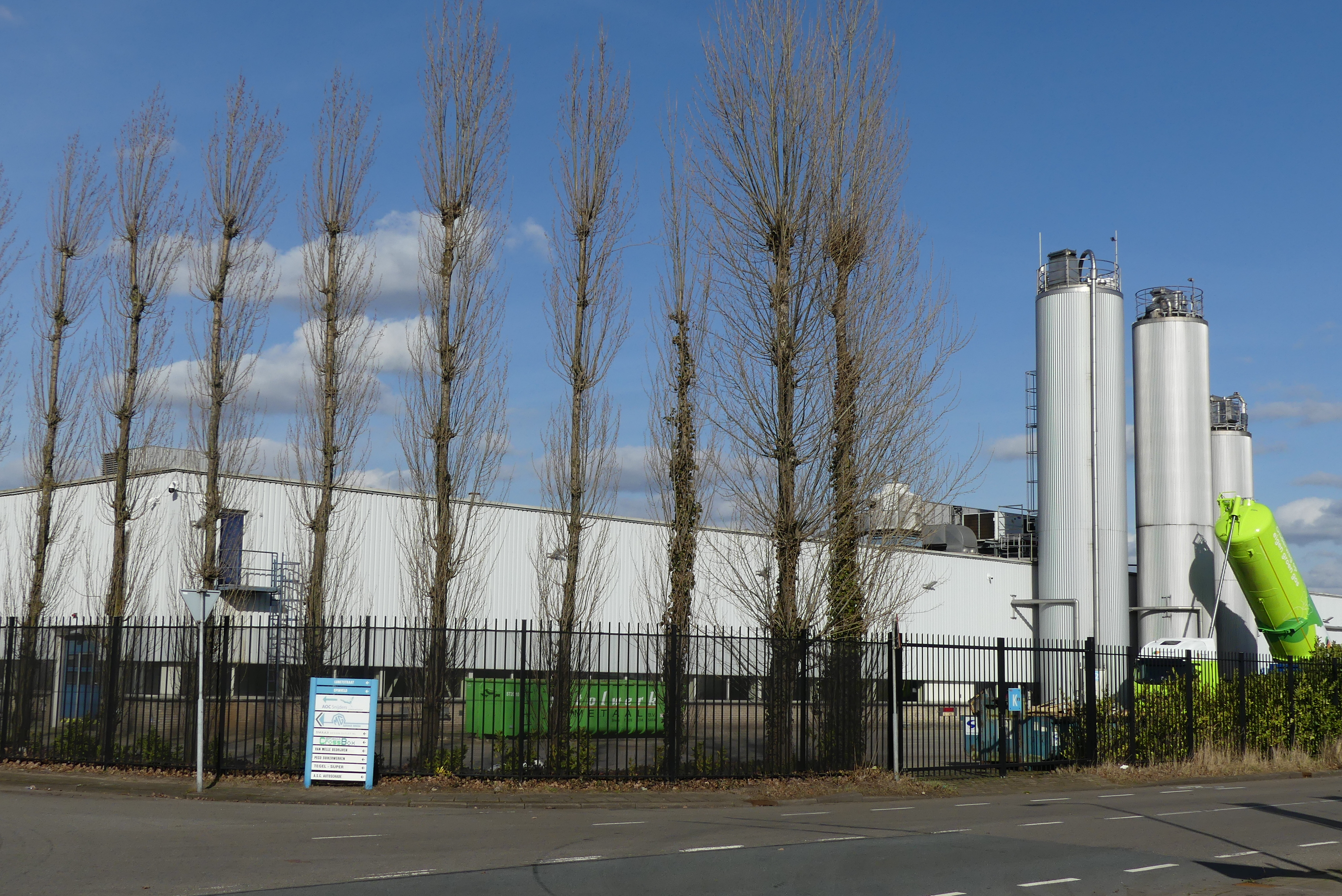
La fabbrica Perfetti Van Melle di Bréda

Negli anni ottanta Van Melle si trasferì nella città di Breda, e crebbe mediante l'acquisizione di produttori olandesi. Negli anni novanta conquistò posizioni importanti nei "nuovi mercati" dell'Europa dell'Est e dell'Estremo Oriente.
Nel 1997, Van Melle acquistò una partecipazione azionaria del 5% in Klene. Van Melle realizzò quindi un fatturato annuo di 808 milioni di fiorini. Klene produceva, tra le altre cose, liquirizia alla menta, miscele per la tosse e gomme da masticare, e nel 1996 aveva un fatturato di 60 milioni di fiorini. Nel 1999, tutte le azioni Klene vennero acquistate. Le due società insieme impiegavano 3200 persone e la combinazione è diventata la numero due nel mercato olandese delle caramelle dopo Redband Venco, parte di CSM.

### Perfetti Van Melle
Nel 2001 la Perfetti acquisisce, attraverso un'Opa amichevole, il controllo totale della Van Melle con un investimento di 1,870 miliardi di euro (55 euro per azione). La fusione permette alle due aziende di coprire al meglio il mercato europeo e di partire da una posizione di vantaggio in Cina ed in India, dove entrambe erano già presenti con stabilimenti.
Nel 2006 ha acquistato il produttore spagnolo di lecca lecca Chupa Chups per 440 milioni di euro. All'epoca dell’acquisizione era il terzo gruppo al mondo nel suo settore dopo Mondelēz International e Mars Inc.
Nell'agosto 2013 l'indiano Sameer Suneja è nominato amministratore delegato del gruppo. È il primo non italiano ad occupare quell'incarico prendendo il posto di Ubaldo Traldi che diventa presidente. Nel 2017 è annunciata l'abolizione di dolcificanti e coloranti artificiali nei prodotti del gruppo.
Nel 2022, l'azienda ha acquisito da Mondelez le attività dei marchi di gomme da masticare Trident, Dentyne, Stimorol, Hollywood, V6, Chiclets, Bubbaloo e Bubblicious, nonché altri marchi di dolciumi per la maggior parte del mercato europeo, degli Stati Uniti e del Canada, per 1,35 miliardi di dollari USA. L'accordo include anche l'acquisizione dei siti produttivi di Rockford, negli Stati Uniti, e di Skarbimierz, in Polonia. Nel 2023 Perfetti ha inoltre fondato una filiale in Svizzera per distribuire i prodotti sul mercato svizzero a partire dalla fine del 2024.

## Struttura
A livello mondiale la sede è ad Amsterdam e nel 2018 Perfetti Van Melle controlla 38 consociate, che distribuiscono i suoi prodotti in 150 paesi; 30 gli stabilimenti, i più significativi si trovano in:
- Europa: da Van Melle ha ereditato lo stabilimento di Breda e presenze in Polonia, Ungheria, Romania; Perfetti era già presente in Germania, Belgio, Turchia, Grecia  e azionista l'acquisizione di Chupa Chups ha portato in dote tre stabilimenti in Spagna.
- America: Van Melle è presente negli USA dal 1972 con uno stabilimento ad Erlanger nel Kentucky; Perfetti ha inaugurato un'unità produttiva in Brasile nel 1999.
- Asia: l'azienda ha due stabilimenti in Cina (Shenzhen e Shanghai) ed in India, nonché in Indonesia ed in Vietnam.

Già prima della fusione Perfetti e Van Melle avevano stipulato numerosi accordi commerciali: ad esempio la prima distribuiva in esclusiva i prodotti della seconda sul mercato italiano; dal 1991 inoltre Perfetti deteneva il 36% del capitale di Van Melle. Una collaborazione simile esisteva anche con Chupa Chups prima della successiva acquisizione.
L'azienda fa capo a C+F Confectionery and Foods Holding B.V., holding di proprietà della famiglia Perfetti ed è gestita completamente dal management.
La sede amministrativa e lo stabilimento che serve il mercato italiano si trovano a Lainate, dove fu fondata la Perfetti; il gruppo in Italia controlla altre tre società operative:
- Gum Base SpA, con stabilimento a Lainate, che produce la gomma base necessaria alla produzione di gomme da masticare e bubble gum per tutto il gruppo;
- La Giulia Srl, con stabilimento a Gorizia, che produce caramelle dure, toffee e colate;
- Gelco Srl, con stabilimento a Castellalto in Provincia di Teramo, che produce gelatine e liquirizie (tra cui quelle a marchio Goleador).

## Prodotti e marketing
L'azienda detiene numerosi marchi di gomma da masticare molto conosciuti in Italia, come Vivident, Happydent, Vigorsol, Daygum, Big Babol, ma anche di caramelle, come Golia, Morositas, Goleador, Frisk, Alpenliebe, Fruittella, la liquirizia Tabù e le Mentos, conosciute in tutto il mondo. In Italia il primo marchio celebre dell'azienda fu Brooklyn, "la gomma del ponte", lanciata negli anni sessanta dalla pubblicità ideata dal pittore Daniele Oppi.
Chupa Chups porta con sé un marchio disegnato appositamente per l'azienda dal pittore Salvador Dalí.
In Italia è riuscita a promuovere un'immagine della gomma da masticare come coadiuvante dell'igiene orale (mentre in precedenza era considerato un prodotto deleterio per la salute dei denti) grazie all'assenza di zucchero e alla presenza di ingredienti come lo xilitolo, ed ha creato una linea di caramelle e gomma da masticare arricchite con integratori e vitamine, vendute attraverso il canale delle farmacie. In Cina Perfetti e Van Melle sono presenti solo dagli anni novanta con le Alpenliebe (letteralmente "amore per le Alpi").

## Dati economici
Nel 2018 il gruppo ha registrato un fatturato di 2,42 miliardi di euro realizzati per il 64,6% dalle caramelle e il 35,4% dalle gomme da masticare.